# Ville di Pietrabugno
Ville di Pietrabugno (in francese Ville-di-Pietrabugno, in corso E Ville di Petrabugnu) è un comune francese di 3 411 abitanti situato nel dipartimento dell'Alta Corsica nella regione della Corsica.

## Società

### Evoluzione demografica
Abitanti censiti